# صيغ منتهى الجموع
صيغ منتهى الجموع هي جموع تكسير تدل على الكثرة وتبدأ بحرفين يليهما ألف، وبعدها حرفان، أو تنتهي بثلاثة أحرف أوسطها ياء ساكنة، ومثل هذا النوع من الجموع في اللغة العربية يُسمى منتهى الجموع، وله عدة أوزان أشهرها (مَفَاعِل)، و (مَفَاعِيل)، ويُعبِّر بعض النحاة عن كل الأوزان بالجمع المماثل لصيغتي (مَفَاعِل)، و (مَفَاعِيل)، ويعنون بذلك ما وافقهما في عدد الحروف مع مقابلة المتحرك بمتحرك والساكن بساكن، أي مجرد المشابهة الصوتية في النطق، دون النظر إلى كون الحرف أصليًّا أو زائدًا، فوزن (فَعَاليل) - وهو أحد أوزان صيغ منتهى الجموع - يُشبه (مَفَاعِيل)؛ أما الأوزان (فَعَائِل)، و (فَواعِل)، و (أَفَاعِل)، و (فَعَالِل) - وهم من أوزان صيغ منتهى الجموع أيضًا - تُشبه (مَفَاعِل)، وهذا الرأي يشمل أوزانًًا أخرى لصيغ منتهى الجموع لم تُذكر. أما معرفة الميزان الصرفي للكلمة فيمكن معرفته من خلال مقابلة الحروف الأصلية من الكلمة بأحرف الميزان الصرفي (فَعَلَ)، ثم يُزاد على الميزان ما زيد في الكلمة، فكلمة (مَسَاجِد) مثلًا تتكون من ثلاثة أحرف أصلية هي أحرف (سَجَدَ)، السين وتقابلها الفاء، والجيم وتقابلها العين، والدال وتقابلها اللام، أما الميم والألف فهما حرفان زائدان، فيُزادان في الميزان على أحرف (فَعَلَ) في مكانهما فيصبح وزن الكلمة (مَفَاعِل). وهكذا. وصيغ منتهى الجموع تُمنَع من الصرف، فترفع وعلامة رفعها الضمة من غير تنوين، وتُنصب وعلامة نصبها الفتحة من غير تنوين، وتُجرُّ وعلامة جرِّها الفتحة نيابةً عن الكسرة من غير تنوين أيضًا. فنقول: «في المدينة مساجدُ كثيرةٌ» و«أقامت الدولة مساجدَ كثيرةً» و«وصليتُ في مساجدَ كثيرةٍ». أما إذا عُرِّفَت أو أضيفَت فتكون علامة جرِّها حينئدٍ الكسرة، مثل: «صليتُ في المساجدِ»، و«صليتُ في مساجدِ المدينة».

## صيغ منتهى الجموع المعروفة
لهذا الجمع ١٩ وزنًا
- فَعَالِل مثل: دَرَاهِم
- فَعَالِيل مثل: دَنَانِير
- مَفَاعِل مثل: مَسَاجِد
- مَفَاعِيل مثل: مَصَارِيف
- أَفَاعِل مثل: أَبَارِق
- أَفَاعِيل مثل: أَسَالِيب
- تَفَاعِل مثل: تَجَارِب
- تَفَاعِيل مثل: تَفَاسِير
- يَفَاعِل مثل: يَحَامِد
- يَفَاعِيل مثل: يَنَابِيع
- فَوَاعِل مثل: قَوَافِل
- فَوَاعِيل مثل: طَوَامِير
- فَيَاعِل مثل: هَيَازِع
- فَيَاعِيل مثل: صَيَادِيح
- فَعَائِل مثل: قَبَائِل
- فَعَالَى مثل: فَتَاوَى
- فُعَالَى مثل: سُكَارَى
- فُعَالِي مثل: تُراقِي
- فَعَالِيّ: أَمَانِيّ

## المنع من الصرف
تمنعُ صيغُ منتهى الجموع من الصرف: فتكونُ علامةُ رفعها الضمةُ دونَ تنوين، وعلامةُ نصبها الفتحةُ دون تنوين، وعلامةُ جرِّها الفتحةُ نيابة عن الكسرة دون تنوين أيضًا.